# Jan Skopeček (politik)
Jan Skopeček (* 21. října 1980 Hořovice) je český ekonom a politik, od března 2017 poslanec Poslanecké sněmovny PČR, od listopadu 2021 její místopředseda, v letech 2004 až 2020 a opět od roku 2024 zastupitel Středočeského kraje (v letech 2016 až 2017 navíc radní kraje a od roku 2024 pak náměstek hejtmanky), zastupitel a v letech 2010 až 2014 a znovu od roku 2022 radní města Hořovice, člen ODS. Od prosince 2020 je předsedou dozorčí rady Nemocnice Rudolfa a Stefanie Benešov, a.s., nemocnice Středočeského kraje.

## Život
Po absolvování střední školy ekonomického zaměření v Berouně vystudoval ekonomiku a management na Jihočeské univerzitě v Českých Budějovicích (promoval v roce 2004). Následně ještě vystudoval hospodářskou politiku a správu na Národohospodářské fakultě Vysoké škole ekonomické v Praze (promoval v roce 2006). Na téže fakultě absolvoval v roce 2021 doktorský studijní program (pod vedením Miroslava Ševčíka). Z hlediska odborného zájmu se soustředí na dějiny ekonomického myšlení, teorii ekonomické integrace a již zmíněnou ekonomii veřejného sektoru.[zdroj?]
Už na VŠE navštěvoval přednášky tehdejšího prezidenta Václava Klause, který ho od roku 2006 zaměstnal jako poradce v Kanceláři prezidenta republiky. V roce 2009 se stal výkonným ředitelem think tanku Centrum pro ekonomiku a politiku (CEP).
Jan Skopeček je ženatý, žije ve středočeských Hořovicích. V srpnu 2018 se mu narodil syn Jan.

## Politické působení
Od roku 2001 je členem ODS, v níž působí jako předseda Místního sdružení ODS Hořovice, předseda Oblastního sdružení ODS Beroun a je členem výkonné rady ODS. V prosinci 2013 byl zvolen předsedou ODS Středočeského kraje.
Do politiky se pokoušel vstoupit, když v komunálních volbách v roce 2002 kandidoval za ODS do Zastupitelstva města Hořovice v okrese Beroun, ale neuspěl. Zastupitelem se stal až po komunálních volbách v roce 2006. Mandát zastupitele obhájil v komunálních volbách v roce 2010 a navíc byl zvolen radním města. Také ve volbách v roce 2014 mandát obhájil, a to z pozice lídra kandidátky ODS. Radním se však již znovu nestal. Rovněž ve volbách v roce 2018 obhájil mandát, opět jako lídr kandidátky ODS. V komunálních volbách v roce 2022 kandidoval do zastupitelstva Hořovic z 3. místa kandidátky ODS. Vlivem preferenčních hlasů však skončil druhý, a obhájil tak mandát zastupitele města. Dne 24. října 2022 byl zvolen radním města.
V krajských volbách v roce 2004 kandidoval za ODS do Zastupitelstva Středočeského kraje a uspěl. Zastával pozici místopředsedy Finančního výboru. Mandát krajského zastupitele pak obhájil jak v krajských volbách v roce 2008, tak v letech 2012 a 2016 (ve všech případech za ODS). Působil také jako předseda Kontrolního výboru. Dne 18. listopadu 2016 byl zvolen radním kraje pro oblast vzdělávání a sportu. Po rozpadu koalice byl ale v říjnu 2017 z funkce odvolán. Ve volbách v roce 2020 opět kandidoval, ale tentokrát neuspěl.
Ve volbách do Poslanecké sněmovny PČR v roce 2010 i v roce 2013 kandidoval za ODS ve Středočeském kraji, ale ani jednou neuspěl. Nakonec se poslancem stal v březnu 2017, když na poslanecký mandát rezignoval jeho spolustraník Adolf Beznoska, který byl zvolen členem Kolegia Nejvyššího kontrolního úřadu.
Ve volbách do Poslanecké sněmovny PČR v roce 2017 byl lídrem ODS ve Středočeském kraji. Získal 7 306 preferenčních hlasů a obhájil mandát poslance.
Ve volbách do Poslanecké sněmovny PČR v roce 2021 byl z pozice člena ODS lídrem kandidátky koalice SPOLU (tj. ODS, KDU-ČSL a TOP 09) ve Středočeském kraji. Získal téměř 23 tisíc preferenčních hlasů a byl znovu zvolen poslancem. Na ustavující schůzi Poslanecké sněmovny PČR se stal dne 10. listopadu 2021 jejím místopředsedou.
V dubnu 2024 původně zamýšlel kandidovat na funkci řadového místopředsedy ODS na 31. kongresu strany v Ostravě, kandidaturu nakonec na sněmu stáhnul. Dle svých slov se chtěl soustředit na nadcházející volby do zastupitelstev krajů v roce 2024, v rámci kterých ve Středočeském kraji vedl kandidátku kandidátku koalice SPOLU. Mandát krajského zastupitele se mu poté podařilo získat. Na konci října 2024 se pak stal náměstkem hejtmanky pro oblast regionálního rozvoje, územního plánování, dotací a sportu.
Ve volbách do Poslanecké sněmovny PČR v roce 2025 kandiduje z pozice člena ODS na 2. místě kandidátky koalice SPOLU (tj. ODS, KDU-ČSL a TOP 09) ve Středočeském kraji.

## Pozice
Roku 2022 prohlásil, že se „bude muset věk odchodu do důchodu navázat na průměrnou dobu dožití, aby zůstal zachován poměr mezi dobou strávenou v práci a v penzi“. Také by zavedl dobrovolné zdravotní připojištění, aby do veřejného zdravotnictví začaly proudit soukromé zdroje. V téže době zkritizoval zavedení tzv. windfall tax, tedy daně z neočekávaných zisků.
V roce 2023, v době prosazení konsolidačního balíčku vládou Petra Fialy, uvedl, že hlavním problémem veřejných financí Česka jsou vysoké výdaje. Naopak odmítl, že by v Česku byly nízké daně, které by bylo potřeba zvyšovat. Stát označil za „obézní a obalený tukem“ a zasloužil by si podle něj „drsnější dietu“. Dále uvedl, že by zavedl plošné škrty na všech ministerstvech a úřadech. Současně byl proti navyšování rodičovského příspěvku.
V červnu 2023 uvedl, že podporuje další státní úspory. Ohledně sociálního systému Česka prohlásil, že bude nutné posílit adresnost dávek. Současně tvrdil, že dochází ke zneužívání dávek. Například prohlásil: „Těm, kteří jen nechtějí pracovat a sociální dávky zneužívají, těm by společnost pomáhat neměla“.
V srpnu 2023, po kauze ministra spravedlnosti Pavla Blažka (ODS), který se setkal s podnikatelem a lobbistou Martinem Nejedlým, řekl, že setkání sice bylo „politickou chybou“, ale že Blažek je jedním z nejlepších ministrů Fialovy vlády a jeho aktivity na Ministerstvu spravedlnosti jsou pozitivní.
V době voleb do Evropského parlamentu 2024 kritizoval Zelenou dohodu pro Evropu a evropské regulace v oblasti ochrany životního prostředí. Podle jeho názoru opatření sniží konkurenceschopnost Česka.

## Ostatní aktivity
Od roku 2022 je členem Spolku pro výstavbu sochy Aloise Rašína. Dalšími členy jsou například Jiří Payne, Aleš Michl nebo Rašínova pravnučka Karolina Breitenmoser.